# Southern All Stars
«Southern All Stars» (яп. サザンオールスターズ Садзан О:русута:дзу, также название сокращается по-японски до Садзан или SAS) — японская поп-рок-группа, основанная в 70-х годах.
В состав группы входят: Кэйсукэ Кувата (вокал, гитара), Юко Хара (вокал, клавишные), Кадзуюки Сэкигути (бас), Хироси Мацуда (ударные) и Хидэюки «Кэгани» Нодзава (кастомная перкуссия). Кроме этого, до 2001 года в группе на гитаре играл Такаси Омори.
После подписания контракта с лейблом Victor Entertainment группа дебютировала в 1978 году с синглом «Katte ni Sindbad», и уже их дебютный сингл попал в первую десятку. С тех пор группа вот уже более 30 лет очень популярна в Японии и с 47 миллионами проданных только в своей стране альбомов является одним из наиболее продаваемых японских музыкальных исполнителей. По состоянию на 2008 год более 40 синглов группы побывало в первой десятке чартов «Oricon», а 16 альбомов — на первом месте.
Компиляция Umi no Yeah!!, которую группа издала в 1998 году, продалась в 3,3 млн. экземпляров и стала самым продаваемым двойным альбомов в истории Японии. Их наиболее коммерчески успешная песня — «Цунами» (2000 год). Она продалась в 2,9 млн. копий только в Японии и принесла группе победу на 42-й церемонии Japan Record Awards.
Группа разместилась на первой позиции в списке «ста наиболее влиятельных японских музыкальный исполнителей», составленном компанией HMV Japan в 2003 году. Группа также является обладателем рекорда по количеству синглов, одновременно находившихся в первой сотне «Орикона» за неделю. Результат — 44, было это в июле 2005 года.
Группа периодически делает перерывы в творческой деятельности, во время чего участники работают над сольными или другими сторонними проектами. Последний перерыв продолжался с 2008 по 2013 годы.

## Дискография
См. статью «Southern All Stars discography» в англ. разделе.